# 范妙元
范妙元，元朝女性人物，庆元路奉化州（今浙江省奉化市）人，江文铸的妻子。
范妙元二十一岁嫁给江文铸。刚过门，没有合卺，江文铸就因病死去。范妙元说：“我既入江氏之门，就是江氏之妇，岂能因为丈夫去世就有别的想法！”于是住居在江氏之家，抚养诸侄江森、江道如同自己的儿子。一直到九十五岁才去世。